# Parasitiphis littoralis
Parasitiphis littoralis är en spindeldjursart som beskrevs av Womersley 1956. Parasitiphis littoralis ingår i släktet Parasitiphis och familjen Ologamasidae. Inga underarter finns listade i Catalogue of Life.